# Arrondissement de Nîmes
L'arrondissement de Nîmes est une division administrative française, située dans le département du Gard et la région Occitanie.

## Composition

L'arrondissement avant 2015.

Voici la liste des cantons de l'arrondissement de Nîmes :
- canton d'Aigues-Mortes
- canton d'Aramon
- canton de Bagnols-sur-Cèze
- canton de Beaucaire
- canton de Lussan
- canton de Marguerittes
- canton de Nîmes-1
- canton de Nîmes-2
- canton de Nîmes-3
- canton de Nîmes-4
- canton de Nîmes-5
- canton de Nîmes-6
- canton de Pont-Saint-Esprit
- canton de Remoulins
- canton de Rhôny-Vidourle
- canton de Roquemaure
- canton de Saint-Chaptes
- canton de Saint-Gilles
- canton de Saint-Mamert-du-Gard
- canton de Sommières
- canton d'Uzès
- canton de Vauvert
- canton de Villeneuve-lès-Avignon
- canton de La Vistrenque

### Découpage communal depuis 2015
Depuis 2015, le nombre de communes des arrondissements varie chaque année soit du fait du redécoupage cantonal de 2014 qui a conduit à l'ajustement de périmètres de certains arrondissements, soit à la suite de la création de communes nouvelles. Le nombre de communes de l'arrondissement de Nîmes est ainsi de 177 en 2015, 177 en 2016, 180 en 2017 et 181 en 2021.
Au 1er janvier 2024, l'arrondissement groupe les 181 communes suivantes :
1. Aigaliers
2. Aigues-Mortes
3. Aigues-Vives
4. Aiguèze
5. Aimargues
6. Les Angles
7. Aramon
8. Argilliers
9. Arpaillargues-et-Aureillac
10. Aspères
11. Aubais
12. Aubord
13. Aubussargues
14. Aujargues
15. Bagnols-sur-Cèze
16. Baron
17. La Bastide-d'Engras
18. Beaucaire
19. Beauvoisin
20. Bellegarde
21. Belvézet
22. Bernis
23. Bezouce
24. Blauzac
25. Boissières
26. Bouillargues
27. Bouquet
28. Bourdic
29. La Bruguière
30. Cabrières
31. Le Cailar
32. Caissargues
33. La Calmette
34. Calvisson
35. Cannes-et-Clairan
36. La Capelle-et-Masmolène
37. Carsan
38. Castillon-du-Gard
39. Caveirac
40. Cavillargues
41. Chusclan
42. Clarensac
43. Codognan
44. Codolet
45. Collias
46. Collorgues
47. Combas
48. Comps
49. Congénies
50. Connaux
51. Cornillon
52. Crespian
53. Dions
54. Domazan
55. Domessargues
56. Estézargues
57. Flaux
58. Foissac
59. Fons
60. Fons-sur-Lussan
61. Fontanès
62. Fontarèches
63. Fournès
64. Fourques
65. Gajan
66. Gallargues-le-Montueux
67. Le Garn
68. Garons
69. Garrigues-Sainte-Eulalie
70. Gaujac
71. Générac
72. Goudargues
73. Le Grau-du-Roi
74. Issirac
75. Jonquières-Saint-Vincent
76. Junas
77. Langlade
78. Laudun-l'Ardoise
79. Laval-Saint-Roman
80. Lecques
81. Lédenon
82. Lirac
83. Lussan
84. Manduel
85. Marguerittes
86. Mauressargues
87. Meynes
88. Milhaud
89. Montagnac
90. Montaren-et-Saint-Médiers
91. Montclus
92. Montfaucon
93. Montfrin
94. Montignargues
95. Montmirat
96. Montpezat
97. Moulézan
98. Moussac
99. Mus
100. Nages-et-Solorgues
101. Nîmes
102. Orsan
103. Parignargues
104. Le Pin
105. Pont-Saint-Esprit
106. Pougnadoresse
107. Poulx
108. Pouzilhac
109. Pujaut
110. Redessan
111. Remoulins
112. Rochefort-du-Gard
113. Rodilhan
114. Roquemaure
115. La Roque-sur-Cèze
116. La Rouvière
117. Sabran
118. Saint-Alexandre
119. Sainte-Anastasie
120. Saint-André-de-Roquepertuis
121. Saint-André-d'Olérargues
122. Saint-Bauzély
123. Saint-Bonnet-du-Gard
124. Saint-Chaptes
125. Saint-Christol-de-Rodières
126. Saint-Clément
127. Saint-Côme-et-Maruéjols
128. Saint-Dézéry
129. Saint-Dionisy
130. Saint-Étienne-des-Sorts
131. Saint-Geniès-de-Comolas
132. Saint-Geniès-de-Malgoirès
133. Saint-Gervais
134. Saint-Gervasy
135. Saint-Gilles
136. Saint-Hilaire-d'Ozilhan
137. Saint-Hippolyte-de-Montaigu
138. Saint-Julien-de-Peyrolas
139. Saint-Laurent-d'Aigouze
140. Saint-Laurent-de-Carnols
141. Saint-Laurent-des-Arbres
142. Saint-Laurent-la-Vernède
143. Saint-Mamert-du-Gard
144. Saint-Marcel-de-Careiret
145. Saint-Maximin
146. Saint-Michel-d'Euzet
147. Saint-Nazaire
148. Saint-Paulet-de-Caisson
149. Saint-Paul-les-Fonts
150. Saint-Pons-la-Calm
151. Saint-Quentin-la-Poterie
152. Saint-Siffret
153. Saint-Victor-des-Oules
154. Saint-Victor-la-Coste
155. Salazac
156. Salinelles
157. Sanilhac-Sagriès
158. Sauveterre
159. Sauzet
160. Saze
161. Sernhac
162. Serviers-et-Labaume
163. Sommières
164. Souvignargues
165. Tavel
166. Théziers
167. Tresques
168. Uchaud
169. Uzès
170. Vallabrègues
171. Vallabrix
172. Vallérargues
173. Valliguières
174. Vauvert
175. Vénéjan
176. Verfeuil
177. Vergèze
178. Vers-Pont-du-Gard
179. Vestric-et-Candiac
180. Villeneuve-lès-Avignon
181. Villevieille

## Administration
L'arrondissement est administré de 1800 à 1811 par le secrétaire général de la préfecture du Gard, de 1811 à 1815 par un sous-préfet, puis, après 1815 (hormis de 1817 à 1820, où la fonction est supprimée), à nouveau par le secrétaire général de la préfecture, qui exerce ex officio ces fonctions.

## Démographie
En 2022, l'arrondissement comptait 569 528 habitants.
| 1968    | 1975    | 1982    | 1990    | 1999    | 2006    | 2011    | 2016    | 2021    |
| ------- | ------- | ------- | ------- | ------- | ------- | ------- | ------- | ------- |
| 309 549 | 332 872 | 367 268 | 419 077 | 457 769 | 505 853 | 532 556 | 554 624 | 564 024 |

| 2022    | - | - | - | - | - | - | - | - |
| ------- | - | - | - | - | - | - | - | - |
| 569 528 | - | - | - | - | - | - | - | - |